# Philipp Wilhelm Oeding
Philipp Wilhelm Oeding, né le 15 janvier 1697 à Benzingerode et mort le 9 mai 1781 à Brunswick, est un peintre et miniaturiste allemand.

## Biographie
Philipp Wilhelm Oeding naît le 15 janvier 1697 à Benzingerode.
Après avoir étudié avec Huber à Halber Stadt et Busch à Brunswick, il est envoyé par le Duc Ludwig Rudolph à Nuremberg où il travaille avec Johann Daniel Preissler, Desmarées et Kupetzki, et adopte principalement le style de ce dernier. En 1729, il épouse la fille de Preisler, Barbara Helena, qui, en plus de la peinture,  pratique également la gravure, la broderie et le travail en cire et en albâtre. En 1741, il peint, entre autres, une grande Vue d'Altona, l' Adoration des Mages et la reconstitution de la Cène pour l'église de cet endroit, où il peint également des portraits et enseigne le dessin. Il est ensuite nommé professeur au Karolinum de Brunswick. Preisler grave d'après lui le portrait de sa femme et de Tyrof et d'autres dessins de vases anciens. 
Philipp Wilhelm Oeding meurt le 9 mai 1781 à Brunswick.